# Hassan Benabicha
Hassan Benabicha (en árabe: حسن بنعبيشة‎; Khemisset, Marruecos, 15 de abril de 1964) es un exfutbolista y entrenador de fútbol de Marruecos que jugaba en la posición de mediapunta.

## Carrera

### Club
Jugó toda su carrera con el WAC Casablanca de 1985 a 1977, equipo con el que fue campeón nacional de liga en cuatro ocasiones, tres copas nacionales, la Copa Africana de Clubes Campeones 1992 y otros tres títulos internacionales.

### Selección nacional
Jugó para Marruecos en ocho ocasiones en 1988 a 1991 y participó en la Copa Africana de Naciones 1988.

### Entrenador
| Periodo   | Club             |
| --------- | ---------------- |
| 2008      | Kawkab Marrakech |
| 2010-2011 | Marruecos sub-18 |
| 2011-2013 | Marruecos sub-20 |
| 2013-2014 | Marruecos        |
| 2014-2015 | Marruecos sub-23 |
| 2016      | Kawkab Marrakech |
| 2019      | Rapide Oued Zem  |
| 2020-2021 | KAC Kenitra      |
| 2022      | Wydad Casablanca |

## Logros

### Jugador
- Botola (4): 1986, 1990, 1991, 1993
- Copa del Trono (3): 1989, 1994, 1997
- Copa Africana de Clubes Campeones (1): 1992
- Copa Afro-Asiática (1): 1993
- Liga de Campeones Árabe (1): 1989
- Supercopa Árabe (1): 1992

### Entrenador
- Juegos Mediterráneos (1): 2013
- Juegos de la Solidaridad Islámica (1): 2013